# Grafskoïe (Bachkirie)
Grafskoïe (en russe : Графское, en bachkir : Графский) est un hameau russe situé dans le raïon de Kaltassy en Bachkirie. Sa population s'élevait à 39 habitants en 2021. 

## Géographie
Grafskoïe est situé dans le nord-ouest de la république de Bachkirie, un sujet de Russie européenne qui fait partie du district fédéral de la Volga. Il se situe dans le selsoviet de Kelteï, une municipalité du raïon.
Grafskoïe, comme toute la Bachkirie, est située dans le fuseau horaire MSK+2 (heure de Iekaterinbourg). Le décalage horaire appliqué par rapport au temps universel coordonné est +05:00.

## Démographie
Recensements (*) ou estimations de la population,,:
| 2002* | 2010* | 2021* | - |
| ----- | ----- | ----- | - |
| 134   | 64    | 39    | - |

En 2002, la population était à 54 % composée de Russes et à 30 % de Maris,,.